# Tetranchyroderma sardum
Tetranchyroderma sardum är en djurart som tillhör fylumet bukhårsdjur, och som beskrevs av Todaro, Balsamo och Ezio Tongiorgi 1977. Tetranchyroderma sardum ingår i släktet Tetranchyroderma och familjen Thaumastodermatidae. Inga underarter finns listade i Catalogue of Life.